# Mambo (CMS)

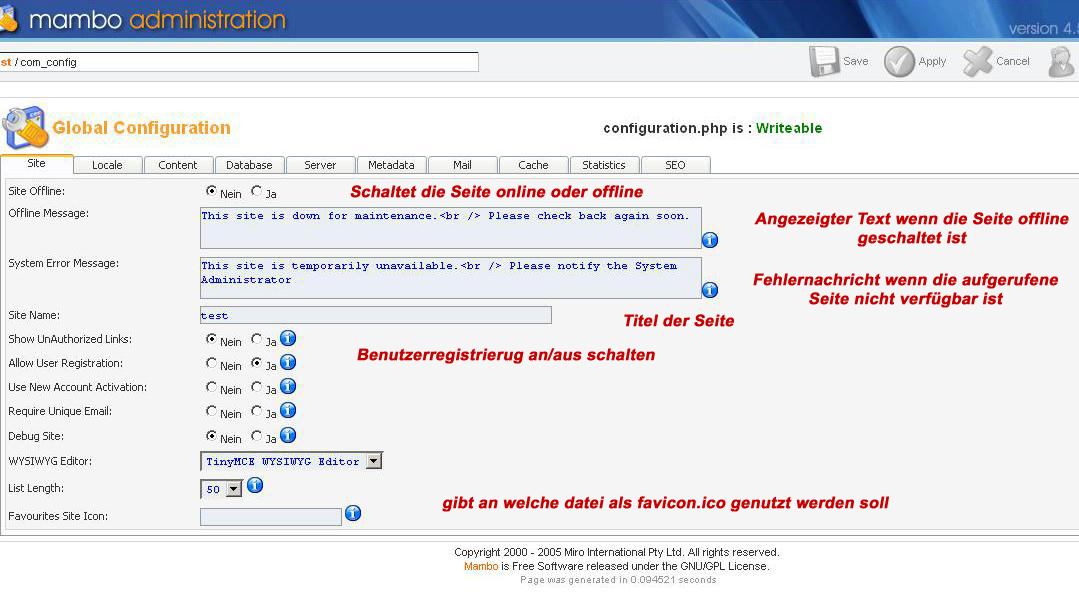
Interfaz de Mambo.

Mambo es un sistema de portales CMS basado en el lenguaje de programación PHP y base de datos SQL de código abierto. Basa todo su aspecto en plantillas o temas. 
Características principales:
- Base de datos movida por los estándares PHP/MySQL.
- Módulo de seguridad multinivel para usuarios/administradores.
- Noticias, productos o secciones totalmente editables y configurables.
- Sección de temas que pueden ser enviados por los usuarios registrados.
- Plantillas y temas totalmente configurables incluyendo menú central y bloques a izquierda y derecha, según se quiera.
- Soporte de subida de imágenes para incorporar a nuestra propia biblioteca y para usar en cualquier parte del sitio web.
- Foros dinámicos y encuestas con vista de resultados.
- Soporta GNU/Linux, FreeBSD, MacOSX server, Solaris, AIX, SCO, WinNT, Win2K.

Administración:
- Cambio del orden de los objetos incluyendo noticias, FAQ's, artículos, etc.
- Generador automático de noticias en titulares.
- Envío de noticias, artículos, preguntas frecuentes y enlaces por parte de los usuarios registrados.
- Jerarquía de Objetos: cuantas secciones, departamentos, divisiones y páginas se quiera.
- Biblioteca de Imágenes - Almacena todas los archivos PNG, PDF, DOC, XLS, GIF y JPEG en línea para un fácil uso.
- Búsqueda Automática de Directorios.
- Gestor y Sindicación de Noticias. Más de 360 grupos de noticias de todo el mundo donde escoger y publicar en tu web.
- Gestor de Archivos. Almacena tus artículos antiguos y publícalos de nuevo cuando quieras.
- Posibilidad de impresión, convertidor a PDF o envío por correo electrónico de cualquier noticia o artículo publicado.
- Editor de texto, similar al Word Pad.
- Editor de Usuarios.
- Encuestas. Posibilidad de publicar distintas en cada página.
- Módulos configurables. Descargas de nuevos módulos.
- Gestor de Plantillas. Descarga de nuevas plantillas.
- Previsualización de Plantillas. Puedes ver el aspecto de la página al cambiar de plantilla antes de actualizar los cambios.
- Administrador de cabeceras y rótulos publicitarios.